# Zemiropsis pintado
Zemiropsis pintado is een slakkensoort uit de familie van de Babyloniidae. De wetenschappelijke naam van de soort is voor het eerst geldig gepubliceerd in 1971 door Kilburn.